# Jackson Heights (Karolina Północna)
Jackson Heights – jednostka osadnicza w Stanach Zjednoczonych, w stanie Karolina Północna, w hrabstwie Lenoir.